# 侵华日军南京大屠杀死难同胞丛葬地
侵华日军南京大屠杀死难同胞丛葬地，是2006年5月25日中华人民共和国国务院公布的一处全国重点文物保护单位，为1937年南京大屠杀期间遇害中国军民的丛葬地。内含江东门、上新河等丛葬地共计19所。

## 诸丛葬地情况概览
1985年，中共南京市委及南京市人民政府在建设侵华日军南京大屠杀遇难同胞纪念馆时，亦对已经调查或发掘确认的遇难处及丛葬地立碑，即江东门、中山陵西洼子村（东郊）、挹江门、清凉山、煤炭港、北极阁，中山码头、上新河、鱼雷营、汉中门、普德寺、五台山、正觉寺、花神庙、南京大学、燕子矶、草鞋峡计17处:748。
但彼时实际立碑仅有15所，鱼雷营、花神庙两处丛葬地此后方才立碑。另有仙鹤门、太平门2处丛葬地。

## 保护历史
1992年3月17日，上述17所丛葬地集体被南京市人民政府以“侵华日军南京大屠杀死难同胞遇难处及丛葬地”的名义列为第二批南京市文物保护单位:644,675。1999年7月，此17处丛葬地被江苏省人民政府增补列入第四批江苏省文物保护单位:757-758。2006年5月25日，此17处丛葬地以“侵华日军南京大屠杀死难同胞丛葬地”的名义被中华人民共和国国务院公布为第六批全国重点文物保护单位。

## 子项
| 江东门丛葬地   | 鼓楼区江东门附近 32°02′7.9″N 118°44′36.67″E / 32.035528°N 118.7435194°E 侵华日军南京大屠杀遇难同胞纪念馆中 | 1930年代时丛葬地所在地为中央陆军监狱，日军占领南京后，一批国军战俘被关押在陆军监狱中。1937年12月15日下午，日军在监狱及周边地区将这批战俘以及一些民众杀害。1985年为修建纪念馆，此处经过勘探后发掘出一座万人坑。:98-99   |  | 以侵华日军南京大屠杀遇难同胞纪念馆展区为界                               | 不適用                         |
| 上新河丛葬地   | 建邺区上新河棉花堤渡口北侧夹江江岸 32°00′37.0″N 118°42′01.9″E / 32.010278°N 118.700528°E                   | 南京保卫战最终时刻，上新河地区聚集有数以万计未能及时撤退的中国军人。这批军人以及一些居住于此的百姓最终被占领该地的日军杀害。:98-99事后世界红卍字会南京分会在此收殓遗体达8400余具，崇善堂在此收殓遗体达18700余具。      |  | 以纪念碑为中心，东至围墙，南至军事管理区，西至夹江江岸，北至围墙         | 不適用                         |
| 草鞋峡丛葬地   | 鼓楼区上元门站东北永济大道边 32°07′7.23″N 118°45′58.28″E / 32.1186750°N 118.7661889°E                      | 日軍入城后，將57000余名中國軍民圍困于幕府山附近村落，1937年12月26日晚，日軍將這批中國軍民中尚且存活者趕至草鞋峡后射殺并補刺刀，最後焚尸，火滅后殘肢斷臂被直接抛入江中。                                                |  | 东北至文物实体外15米，东南至崖边，西南至文物实体外10米，西北至滨江路红线 | 不適用                         |
| 煤炭港丛葬地   | 鼓楼区煤炭港顶端堤上 32°06′16.3″N 118°44′28.7″E / 32.104528°N 118.741306°E                                 | 1937年12月16日，日軍将难民区（国际安全区）所搜捕的数万中国青年集中于下关煤炭港地区，最后用机枪杀害并抛尸于长江之中:16-17。事后世界红卍字会就地收殓遗骸1772具葬于煤炭港。                                               |  | 东北至文物实体外15米，东南至煤炭港路东南侧，西南至铁路，西北至水塘       | 不適用                         |
| 中山码头丛葬地 | 下关区南京港2号码头南侧 32°05′40.4″N 118°43′48.5″E / 32.094556°N 118.730139°E                              | 1937年12月16日傍晚6时，华侨招待所中聚集的5000—6000名难民被日军押送至中山码头后遭射杀，被害者遗体随即被投入长江之中。                                                                                                   |  | 以纪念碑所在绿地为界                                                     | 不適用                         |
| 挹江门丛葬地   | 鼓楼区绣球公园南门内城墙下 32°05′24.7″N 118°44′31.7″E / 32.090194°N 118.742139°E                           | 红卍字会南京分会及慈善团体崇善堂收殓挹江门附近遗骸葬于城墙城根，此处葬有计5100余具遗体:89。 |  | 东至城墙，南至南侧小路，西至西侧道路，北至北侧小路                       | 不適用                         |
| 清凉山丛葬地   | 鼓楼区河海大学西康路校区科学会堂东北 32°03′32.0″N 118°45′17.1″E / 32.058889°N 118.754750°E                 | 世界红卍字会南京分会收殓城中遗骸葬于清凉山后山、墓地中。 |  | 东至小路内侧，南至华水路，西、北至陡坎                                   | 不適用                         |
| 南京大学丛葬地 | 鼓楼区南京大学鼓楼校区天文系院内 32°03′28.0″N 118°46′17.6″E / 32.057778°N 118.771556°E                     | 世界红卍字会南京分会收殓城中遗骸葬于金陵大学农场。 |  | 东至大门内道路，南至天文学系建筑北墙，西、北至南秀村路                   | 不適用                         |
| 五台山丛葬地   | 鼓楼区五台山体育馆东侧 32°03′01.3″N 118°46′03.8″E / 32.050361°N 118.767722°E                               | 世界红卍字会南京分会及慈善团体崇善堂收殓城中遗骸葬于五台山。 |  | 东至体育场西边界，南至网球场北边界，西至游泳跳水馆东边界，北至体育场围墙 | 不適用                         |
| 汉中门丛葬地   | 鼓楼区汉中门大桥东北桥头 32°02′39.8″N 118°45′36.0″E / 32.044389°N 118.760000°E                             | 1937年12月15日下午1时许，2000余名中国军警及百姓被日军带至汉中门外，日軍以百餘人為一組，共分成約16組進行射杀，射杀后未即死者又遭刺刀刺死，日军最后焚尸灭迹。                                                            |  | 东、南以现状道路为界，西至秦淮河河堤，北至绿地旁小路南侧                 | 不適用                         |
| 北极阁丛葬地   | 玄武区北极阁公园北京东路进香河路路口以北 32°03′38.3″N 118°47′08.6″E / 32.060639°N 118.785722°E             | 崇善堂收殓城中遗骸葬于此处。 |  | 以纪念碑所在纪念广场范围为界                                             | 不適用                         |
| 西洼子村丛葬地 | 玄武区灵谷寺南西洼子村南京体育学院灵谷寺校区东北 32°02′57.7″N 118°51′43.7″E / 32.049361°N 118.862139°E     | 又称“东郊丛葬地”。1939年1月，日军扶持的南京市政督办高冠吾收尸3000余具于东郊灵谷寺以东，并立碑一座记载收殓情况。 |  | 以纪念碑周边广场范围为界                                                 | 东、南、北至周边小路，西至河边 |
| 正觉寺丛葬地   | 秦淮区江宁路长乐路口以东城墙下 32°00′58.2″N 118°47′26.2″E / 32.016167°N 118.790611°E                       | 1937年12月13日，日军到达正觉寺后，寺院中15名僧人及30余名避难难民悉数遭日军枪杀或刺刀刺杀。:149-150 |  | 东至城墙，南至长乐花园围墙，西至长乐花园出口道路东侧，北至长乐路         | 不適用                         |
| 燕子矶丛葬地   | 栖霞区燕子矶公园内东北32°08′58.3″N 118°48′47.26″E / 32.149528°N 118.8131278°E                              | 该处本为横渡长江的一处渡口，南京行将被占领前便已经聚集大批欲往江北逃难的难民。在1937年12月12—13日间亦有一批军队加入逃亡。13日，日军将滞留于此尚未渡江的中国军民用机枪射杀。至1938年春季仍有曝尸未葬者。:69-71          |  | 东北至燕子矶公园围墙，西南至纪念碑周边山体                               | 不適用                         |
| 普德寺丛葬地   | 雨花台区共青团路西侧普德村小区附近 32°00′08.8″N 118°46′13.9″E / 32.002444°N 118.770528°E                   | 世界红卍字会南京分会收殓城外遗骸葬于普德寺及寺中墓地、后山。 |  | 东至共青团路，南至纪念园南端，西至西侧建筑西山墙，北至高压线铁塔         | 不適用                         |
| 花神庙丛葬地   | 雨花台区雨花台功德园入口处 31°59′20.9″N 118°46′03.2″E / 31.989139°N 118.767556°E                           | 市内居民團體收殮中華門、花神廟、金陵兵工厂一带中国人尸體計7000余具埋葬至雨花臺、花神廟、望江磯一帶。事后崇善堂在此收殓遗体26000余具，红卍字会南京分会也参与收殓工作。                                                  |  | 东至规划道路，南至山脚，西、北至现状围墙                                 | 不適用                         |
| 鱼雷营丛葬地   | 鼓楼区金陵船厂中 32°07′10.5″N 118°45′32.6″E / 32.119583°N 118.759056°E                                     | 1937年12月15日，日军将数日来抓捕的中国军人及适龄青年赶至鱼雷营用机枪射杀:72-73。事后的1938年年初红卍字会南京分会等团体就地葬5000余具遗骸于下关鱼雷军营码头。                                                           |  | 不適用                                                                   | 不適用                         |
| 仙鹤门丛葬地   | 玄武区仙鹤门社区卫生服务中心东北仙鹤门二号路边 32°05′33.6″N 118°53′40.1″E / 32.092667°N 118.894472°E       | 1937年12月，日军在南京东郊多地杀害中国军民:135-142。1938年春村民将尚曝尸荒野的700余具遗体集中葬于一大坟中。 |  | 不適用                                                                   | 不適用                         |
| 太平门丛葬地   | 玄武区太平门外玄武湖边 32°03′40.6″N 118°48′28.5″E / 32.061278°N 118.807917°E                               | 1937年12月13日，日军在太平门附近将千余名中国军民集中，并用地雷、机枪杀害，最后焚尸。第二日日军又对此地进行检查，凡有未死者又用刺刀刺死。该丛葬地为根据相关研究及当事日军士兵回忆而被确立，2007年12月12日落成纪念设施。 |  | 不適用                                                                   | 不適用                         |

## 有关仙鹤门与太平门丛葬地
2006年国保公布时，仅有江东门等17所丛葬地。依据国家文物局的信息，此后子项中又计入仙鹤门丛葬地，即18处；依据南京市文化和旅游局介绍及南京市人大常委会在2019年与高德地图合作的丛葬地地图注记的有关信息，子项中又计入仙鹤门、太平门2处丛葬地，即19处（算上纪念馆本体20处）；依据侵华日军南京大屠杀遇难同胞纪念馆公布信息，诸丛葬地又不含仙鹤门与太平门2处。